# Tabuenca
Tabuenca es un municipio español de la provincia de Zaragoza, comunidad autónoma de Aragón. Tiene un área de 85,49 km² con una población de 321 habitantes (INE 2020).

## Situación y clima
Tabuenca está situada en las laderas de la Sierra de la Nava Alta, en las primeras estribaciones de la Sierra del Moncayo, a 779 m s. n. m. La cota más alta del término municipal, 1252 m s. n. m., se alcanza en la Peña de las Armas.
El municipio pertenece a la Comarca del Campo de Borja y se encuentra a 63 km de Zaragoza.
Con una temperatura media anual de 12 °C, su precipitación anual es de 450 mm.

## Historia
Tabuenca fue una ciudad celtíbera, y luego celtíbero-romana, cuyo emplazamiento estaba en el actual Cerro del Calvario, como así lo atestiguan los restos amurallados que se conservan.
Hallazgos numismáticos y cerámicos, han revelado que la localidad fue un importante emporio comercial minero hace más de 2000 años. Las minas de hierro de Tabuca, nombre por el cual se conocía Tabuenca en época antigua, fueron explotadas de forma sistemática por los romanos.
Ya en la Edad Media, Alfonso I el Batallador reconquistó la región a los musulmanes después de la rendición de Tarazona en 1119. A diferencia de los demás pueblos de la comarca, cuya numerosa población morisca persistió hasta el siglo XVII, la localidad de Tabuenca fue íntegramente repoblada por familias cristianas. Desde el siglo XII y hasta el siglo XIX permanecieron los tabuenquinos sujetos a la autoridad y jurisdicción de las abadesas de Trasobares, estado de cosas que cambió cuando las Cortes de Cádiz abolieron los Señoríos particulares. Fue en 1812 cuando Tabuenca recuperó el ejercicio de su propia y libre jurisdicción.
Uno de los documentos más importantes que se conservan es un trasunto de un Real Privilegio, fechado el 18 de marzo de 1709, que concede a Tabuenca del título de «Muy Fidelísima Villa» por parte del monarca Felipe V. Un segundo Privilegio autoriza el uso en su escudo de armas de la flor de lis borbónica. De esta forma, el monarca premió la fidelidad demostrada por los tabuenquinos durante la Guerra de Sucesión.
Durante la Guerra de la Independencia, el 13 de diciembre de 1808 un cuerpo del ejército francés entró y saqueó Tabuenca, por lo que el pueblo se levantó en armas, provocando la muerte de algunos de los miembros del ejército invasor. Como represalia, tres días más tarde irrumpieron en el pueblo tropas napoleónicas dando muerte a treinta y nueve vecinos.
Asimismo, prendieron fuego al templo parroquial, siendo pasto de las llamas gran parte de los tesoros artísticos y documentales que albergaba en su interior.
A mediados del siglo XIX, Tabuenca contaba con 240 casas, la iglesia parroquial de San Juan Bautista y cuatro ermitas, llamadas del Niño Perdido, de Santa Bárbara, de la Virgen de Rodanas y de Vera Cruz. Además del cultivo de trigo, cebada, centeno y garbanzos, se producía vino de excelente calidad, teniendo la localidad dos molinos harineros.

## Demografía
Tabuenca cuenta con una población de 311 habitantes (INE 2024).
| Gráfica de evolución demográfica de Tabuenca entre 1842 y 2021                                                      |
| |
| Población de derecho según los censos de población del INE Población de hecho según los censos de población del INE |

El censo de España de 1857, que inauguraba la serie estadística, registra una población de 1258 habitantes para Tabuenca, siendo el séptimo municipio más poblado del partido judicial de Borja, al cual pertenecía.
Su población se mantuvo estable —siempre por encima de los 1000 habitantes— hasta mediados del siglo pasado, comenzando a partir de ahí un sustancial despoblamiento hasta principios del siglo XXI. En 2020 la población del municipio había disminuido hasta los 321 habitantes.

## Administración y política
| Período     | Alcalde                       | Partido             |  |
| ----------- | ----------------------------- | ------------------- |  |
| 1979-1983   | José Luis Chueca Sancho       | UCD                 |  |
| 1983-1987   | José de Calasanz Román Gracia | PAR                 |  |
| 1987-1991   | José de Calasanz Román Gracia | PAR                 |  |
| 1991-1995   | José de Calasanz Román Gracia | PAR                 |  |
| 1995-1999   | María Ángeles Lanzán Chueca   | PP                  |  |
| 1999-2003   | María Ángeles Lanzán Chueca   | PP                  |  |
| 2003-2007   | María Ángeles Lanzán Chueca   | PP                  |  |
| 2007-2011   | María Ángeles Lanzán Chueca   | PP                  |  |
| 2011-2015   | María Ángeles Lanzán Chueca   | PP                  |  |
| 2015-2019   | María Ángeles Lanzán Chueca   | PP                  |  |
| 2019-2023   | Miguel Ángel Vela Oro         | Cs (Independiente)  |  |
| 2023-Actual | Miguel Ángel Vela Oro         | CHA (Independiente) |  |

| Partido político    | Partido político                                   | 2003   | 2007   | 2011   | 2015   | 2019   | 2023   |
| Partido político    | Partido político                                   | Ediles | Ediles | Ediles | Ediles | Ediles | Ediles |
|                     | Partido Popular de Aragón (PP)                     | 5      | 5      | 5      | 5      | —      | —      |
|                     | Partido Aragonés (PAR)                             | —      | —      | 1      | 2      | —      | —      |
|                     | Partido de los Socialistas de Aragón (PSOE-Aragón) | 2      | 2      | 1      | —      | —      | —      |
|                     | Ciudadanos (CS)                                    | —      | —      | —      | —      | 7      | —      |
|                     | Chunta Aragonesista (CHA)                          | —      | —      | —      | —      | —      | 7      |
| Total de concejales | Total de concejales                                | 7      | 7      | 7      | 7      | 7      | 7      |

## Patrimonio

### Arquitectura religiosa
La Iglesia parroquial de San Juan Bautista es un templo de estilo gótico-renacentista, a la que se accede por una amplia escalinata que ofrece una singular perspectiva.
Consta de una única nave cubierta con bóveda de crucería estrellada.
Posee una torre cuadrada con decoración mudéjar, rematada con un cuerpo octogonal.
La fábrica original es del siglo XVI, pero sufrió importantes reformas en el siglo XVIII, que incluyeron el cambio de orientación, el derribo del ábside original y la ampliación con el crucero y la nueva cabecera.
El municipio cuenta con cuatro ermitas, aunque una de ellas —la de Santa Bárbara— se halla en ruinas.
La más moderna es la de Nuestra Señora del Niño Perdido, de estilo historicista; erigida en honor a la patrona de la Villa, fue inaugurada el 4 de octubre de 1878.
La de San Miguel de los Santos es del siglo XII y la del Calvario, en el cerro homónimo, es del siglo XIX. Cerca de esta última se encuentran los restos de un asentamiento celtibero.

### Arquitectura civil
Dentro de la arquitectura civil, destaca el edificio del Ayuntamiento, construcción del siglo XVI de estilo aragonés tradicional con muros de ladrillo y tapial. Fue rehabilitado en 1986.
Otro punto de interés es el Arco de la Villa, puerta de entrada al recinto amurallado que antiguamente rodeaba la población.
Más alejado del núcleo urbano, en una loma en dirección a Tierga, existe un molino de viento. Construido en 1600, su restauración se concluyó en 2007. De planta circular, destaca especialmente el aparejo espigado en determinadas hiladas, combinado con otras irregulares.
El antiguo Hospital de Beneficencia, edificio probablemente del siglo XVI, ha sido restaurado y adecuado como museo en 2006. Dicha Casa Museo contiene enseres de una casa típica aragonesa de los siglos XIX y XX y consta de las siguientes dependencias: patio, cuadra, cocina, comedor, dormitorio y granero.
Por último, cabe señalar el «Cabezo de las Bodegas», montículo plagado de cuevas en el subsuelo que corresponden a bodegas particulares, en donde se elabora el vino artesano.

## Fiestas
- Fiestas en honor a San Sebastián, protector del pueblo, del 19 al 22 de enero.
- El cuarto domingo de Cuaresma se organiza una romería a la Ermita de San Miguel y de los Santos, portando en andas a la Virgen de Rodanas para pedir agua del cielo. Tras la celebración de la Misa, se degusta el típico «pastel de los Santos», hecho de masa escaldada y relleno con un huevo duro, chorizo, longaniza, lomo en adobo y costilla de cerdo. Elaborados mayormente en las casas particulares, cada miembro de la familia tiene su propio pastel con su inicial o una señal identificativa.[14]
- Las fiestas mayores de Tabuenca se celebran del 7 al 11 de septiembre, en exaltación de Nuestra Señora del Niño Perdido. Entre los actos más relevantes cabe mencionar la subasta pública de los palos, hachas y estandartes de la Virgen, que tiene lugar siempre el día 8. Asimismo, se organiza el Concurso anual de Vino Artesano.